# Iosif din Arimateea

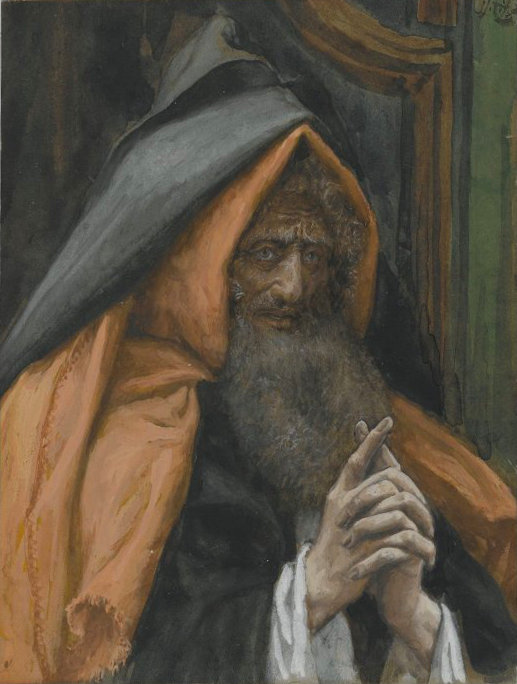
Iosif din Arimateea, pictură de James Tissot, Brooklyn Museum

Iosif din Arimateea este un personaj din Noul Testament.
Conform textelor Evangheliilor, Iosif a fost un membru al Sanhedrinului, convertit în taină la credința lui Hristos. Este citat prima dată după răstignire, când îi cere lui Pilat din Pont permisiunea de a coborî de pe cruce trupul lui Iisus.
Considerat un sfânt creștin, ziua lui se sărbătorește la 31 august în Biserica Occidentală și la 31 iulie în Biserica Orientală.
Conform unei legende, Iosif ar fi strâns sângele lui Iisus Hristos într-un potir, denumit și Sfântul Graal.
Figura lui Iosif din Arimateea a fost introdusă de Robert de Boron în romanul său cavaleresc în versuri Estoire dou Graal sau Joseph d’Arimathie (Istoria Graalului sau Iosif din Arimateea), scris între 1190 și 1199, din care s-a păstrat un singur manuscris. Conform legendei, după Cina cea de Taină, Iosif din Arimateea a păstrat potirul din care Isus băuse vin și a strâns în el puțin și din sângele lui, înainte de punerea sa în mormânt. Apoi, Iosif a părăsit Palestina și a plecat în Bretania, unde a păstrat cu grijă acest potir, denumit Sfântul Graal.